# Вулиці Києва
Це список вулиць міста Києва. До списку входять усі урбаноніми Києва, що містяться в офіційному довіднику «Вулиці міста Києва», затвердженому 2015 року, міській інформаційно-аналітичній системі забезпечення містобудівної діяльності (МІАС ЗМД) «Містобудівний кадастр Києва», а також у довіднику «Вулиці Києва» 1995 року та атласі «Київ до кожного будинку». Назви вулиць, які відсутні в офіційному довіднику, подані курсивом. Проєктні вулиці, що мають код у кадастрі, але не мають назв, у списку не наведені.
У списку вулиці подані за алфавітом. Назви вулиць на честь людей відсортовані за прізвищем і подаються у форматі Прізвище Ім'я і/або Посада. Якщо вулиця названа за цілісним псевдонімом або прізвиськом, то сортування відбувається за першою літерою псевдоніма або імені, тобто Івана Багряного подано на літеру І, Лесі Українки — на Л, Марка Вовчка, Марка Черемшини, Миколи Хвильового і Мирослава Ірчана — на М, Олени Пчілки і Остапа Вишні — на О, Панаса Мирного — на П, Юрія Клена — на Ю, Якуба Коласа, Яна Райніса і Янки Купали — на Я, а також Андрія Первозванного, Анни Ярославни подані на літеру А, Іоанна Павла II — на літеру І. Вулиці, що мають, окрім назви, порядковий номер, відсортовані за власною назвою, наприклад 2-й Левадний провулок на літеру Л. Вулиця Радгосп «Совки» розміщена на літеру С, вулиця Міста Шалетт — на літеру Ш. Назви вулиць, що починаються на число (окрім вулиць, зазначених вище), записані словами і подані на відповідну літеру (Восьмого Березня, Першого Травня тощо).
Вулиці з назвами «Садова» (в тому числі «номерні») і лінії виділені в окремі списки.
Згідно з офіційним довідником «Вулиці міста Києва» станом на кінець листопада 2016 року в Києві 2721 урбанонім, з них:
| - 1962 вулиці; - 524 провулки; - 77 ліній; - 55 площ і майданів; | - 32 проспекти; - 20 бульварів; - 15 узвозів; | - 12 проїздів; - 11 шосе; - 5 доріг; | - 3 алеї; - 3 набережних; - 2 тупики. |

Колір фону у списку залежить від типу урбаноніма.
Після списку існуючих вулиць наведено список зниклих вулиць (вулиць, які були ліквідовані або включені до інших вулиць протягом XX—XXI століть), а також список попередніх назв вулиць, починаючи з 1800 року. Назви перейменованих вулиць, що починаються на число (окрім вулиць, зазначених вище), записані словами і подані на відповідну літеру (Третього Інтернаціоналу, Дев'ятого Січня, Дванадцятого Грудня, Двадцять П'ятого Жовтня, Сорокаріччя Жовтня, П'ятдесятиріччя Жовтня, Шістдесятиріччя Жовтня тощо).

## Перейменування вулиць у Києві

### 04.12.1986
- Парковий проспект (Подільський район) — вулиця Наталії Ужвій

### 17.02.1987
Нові житлові масиви:
- Виґурівщина-Троєщина (Дніпровський район)
- Харківський (Дарницький район)

### 22.06.1987
- Ровеньска вулиця (Московський район) — вулиця Михайла Стельмаха
- вулиця Михайла Стельмаха (Дніпровський район) — Космічна вулиця

### 18.08.1987
Нові вулиці у Харківському масиві Дарницького району
- вулиця Ревуцького

Нові вулиці у масиві Виґурівщина-Троєщина Дніпровського району
- вулиця Костянтина Данькевича
- вулиця Марини Цвітаєвої (пізніше перейменована у межах деколонізації)
- Виґурівський бульвар
- бульвар Володимира Висоцького (підлягає перейменуванню відповідно до закону про деколонізацію)
- бульвар Леоніда Бикова

### 08.09.1988
- вулиця Абая (Позняки, Харківський район)

### 22.12.1988
- площа Брежнєва (Залізничний район) — Солом'янська площа
- Новопушкінська вулиця (Ленінський район) — вулиця Бориса Грінченка

### 01.02.1989
- вулиця Жданова (Подільський район) — вулиця Петра Сагайдачного

### 17.05.1989
Нові вулиці у Харківському районі:
- вулиця Раковського (пізніше була перейменована в межах декомунізації)
- вулиця Драгоманова
- вулиця Ганни Ахматової
- вулиця Генерала Матикіна (пізніше була перейменована в межах декомунізації)

Нові вулиці у Харківському районі:
- Милославська вулиця

Нові вулиці у Мінському районі:
- вулиця Петра Панча

### 13.02.1990
- нова вулиця на Позняках — вулиця Степана Олійника
- частина Тростянецької вулиці (Дарницький район) — Поліська вулиця
- частина Російської вулиці (Дарницький район) — Поліський провулок
- вулиця Маршала Кошового (Московський район) — приєднано до проспекту Академіка Глушкова
- Коротка вулиця (Теремки, Московський район) — Жулянська вулиця (повернення попередньої назви)
- Жулянська вулиця (Московський район) — вулиця Трутенка (була пізніше повторно перейменована в межах декомунізації)
- вулиця Ганни Ахматової — вулиця Анни Ахматової
- Червона площа (Подільський район) — Контрактова площа (історична назва)
- вулиця Академіка Зелінського (Подільський район) — Покровська вулиця (історична назва)
- вулиця Калініна (Ленінський, Печерський район) — Софіївська вулиця (історична назва)
- Стрілецький провулок (Шевченківський район) — Георгіївський провулок (історична назва)

### 03.04.1990
- вулиця Свердлова (Ленінський район) — Прорізна вулиця (історична назва)
- вулиця Постишева (Печерський район) — Мала Житомирська вулиця (історична назва)
- вулиця Поліни Осипенко (Шевченківський район) — Стрітенська вулиця (історична назва)

### 19.10.1990
- вулиця Степана Халтуріна (Ленінський, Залізничний район) — Паньківська вулиця (історична назва)
- вулиця Паризької Комуни (Печерський район) — Михайлівська вулиця (історична назва)

### 26.08.1991
- площа Жовтневої Революції — майдан Незалежності

### 06.09.1991
- вулиця Челюскінців (Печерський район) — Костельна вулиця (історична назва)
- вулиця Петра Каркоця (Шевченківський район) — Нагірна вулиця (історична назва)
- площа Калініна (Шевченківський район) — Михайлівська площа (історична назва)
- вулиця Степана Разіна (Залізничний район) — вулиця Протасів Яр (історична назва)
- узвіз Степана Разіна (Залізничний район) — узвіз Протасів Яр (історична назва)
- вулиця Георгія Лівера (Подільський район) — Притисько-Микільська вулиця (історична назва)
- Нова вулиця (Харківський район) — вулиця Олександра Кошиця
- вулиця Кірова (Печерський район) — вулиця Михайла Грушевського
- вулиця Академіка Вавілова (Шевченківський район) — вулиця Вавілових

### 06.12.1991
Нові вулиці у житловому масиві Виґурівщина-Троєшина Ватутінського району:
- Радунська вулиця
- Градинська вулиця
- Лісківська вулиця
- Будищанська вулиця

- проспект Маршала Ворошилова (Лісовий масив, Ватутінський район) — Лісовий проспект
- проспект Чубаря (Жовтневий район) — Відрадний проспект
- вулиця Затонського (Жовтневий район) — вулиця Михайла Донця
- вулиця Ватченка (Жовтневий район) — вулиця Миколи Василенка
- вулиця Маршала Будьонного (Шевченківський район) — Багговутівська вулиця (пізніше повторно перейменована в межах процесу деколонізації)

### 11.09.1992
- вулиця Орджонікідзе (Старокиївський район) — Банкова вулиця (історична назва)
- вулиця Енгельса (Старокиївський район) — Лютеранська вулиця (історична назва)
- вулиця Рєпіна (Старокиївський район) — Терещенківська вулиця (історична назва)
- вулиця Героїв Трипілля (Подільський район) — Спаська вулиця (історична назва)
- вулиця Героїв Революції (Подільський район) — Трьохсвятительська вулиця (історична назва)

### 02.02.1993
- вулиця Рози Люксембург (Печерський район) — Липська вулиця (історична назва)
- площа Героїв Арсеналу (Печерський район) — Арсенальна площа (історична назва)
- вулиця Чекістів (Печерський район) — вулиця Пилипа Орлика
- проспект Олександра Корнійчука (Мінський район) — Оболонський проспект (історична назва)
- проспект 60-річчя Жовтня (Дніпровський район) — Броварський проспект (історична назва)
- Комсомольська вулиця (Дніпровський район) — Миропільська вулиця (історична назва)
- вулиця Жовтневої революції (Старокиївський, Печерський район) — Інститутська вулиця (історична назва)
- вулиця Карла Лібкхнехта (Старокиївський, Печерський район) — Шовковична вулиця (історична назва)
- вулиця Леніна (Старокиївський район) — вулиця Богдана Хмельницького (історична назва)
- площа Богдана Хмельницького (Старокиївський район) — Софійська площа (історична назва)
- вулиця Дем'яна Коротченка (Шевченківський, Подільський район) — вулиця Олени Теліги
- вулиця Дем'яна Бєдного (Шевченківський, Подільський район) — вулиця Ольжича (історична назва)
- вулиця Менжинського (Шевченківський, Радянський район) — Дмитрівська вулиця (історична назва)
- вулиця Пархоменка (Шевченківський, Радянський район) — Дегтярівська вулиця (історична назва)
- вулиця Жаданівського (Старокиївський, Московський район) — Жилянська вулиця (історична назва)
- бульвар Леніна (Залізничний район) — Чоколівський бульвар (історична назва)

### 12.07.1993
Нові вулиці у житловому масиві Осокорки-Позняки Харківського району:
- проспект Петра Григоренка
- вулиця Олени Пчілки
- вулиця Княжий Затон
- Срібнокільська вулиця
- Урлівська вулиця
- вулиця Олександра Мишуги
- вулиця Соломії Крушельницької
- вулиця Лариси Руденко
- Вишняківська вулиця
- Вирлицька вулиця
- вулиця Бориса Гмирі
- вулиця Михайла Гришка

### 06.07.1994
Нові вулиці у Залізничному районі
- вулиця Федора Ернста
- вулиця Івана Пулюя
- вулиця Кадетський Гай

### 21.03.1995
Нова вулиця у Ватутінському районі:
- вулиця Миколи Лаврухіна

### 12.03.1996
- вулиця Карла Маркса (Старокиївський район) — вулиця Архітектора Городецького
- площа Ленінського Комсомолу (Старокиївський район) — Європейська площа

### 25.03.1996
- вулиця Чкалова (Шевченківський, Радянський район) — вулиця Олеся Гончара

### 24.04.1997
Нова площа у Харківському районі:
- площа Михайла Співака

### 14.07.1998
Нова площа у Мінському районі:
- площа Сантьяґо-де-Чілі

### 15.04.1999
Розпочато будівництво нової вулиці:
- Набережно-Рибальська вулиця

### 14.06.1999
Нова вулиця у Печерському районі:
- вулиця Михайла Драгомирова (пізніше була перейменована в межах деколонізації)

### 08.07.1999
Нові вулиці у Московському районі:
- вулиця Композитора Мейтуса
- вулиця Василя Симоненка

Нова вулиця у Ватутінському районі:
- Промениста вулиця

- вулиця Володарського — Златоустівська вулиця (історична назва)
- вулиця Ратманського — Введенська вулиця (історична назва)
- вулиця Євгенії Бош — вулиця Катерини Білокур
- Більшовицька вулиця — вулиця Івана Піддубного
- провулок Фелікса Дзержинського — провулок Івана Козловського

### 30.01.2001
Нова площа у Мінському районі:
- площа Михайла Загороднього

### 24.05.2001
- алея Героїв Крут

### 05.07.2001
- площа Андрія Первозванного
- Труханівська вулиця

### 14.11.2001
- вулиця Бакинських комісарів — Азербайджанська вулиця

### 27.02.2003
Нова площа у Деснянському районі:
- площа Анкари

### 27.03.2003
- Радгоспна вулиця (Святошинський район) — вулиця Василя Стуса
- проспект Червоних Козаків (Оболонський район) — Московський проспект (пізніше був перейменований в межах деколонізації)

### 24.04.2003
Нова набережна в Оболонському районі:
- Оболонська набережна

Нова вулиця у Печерському районі:
- вулиця Павла Скоропадського

- узвіз Протасів Яр — вулиця Миколи Амосова

### 16.06.2005
- Індустріальна вулиця (Солом'янський район) — вулиця Вадима Гетьмана
- Машинобудівна вулиця (Солом'янський район) — вулиця Георгія Ґонґадзе

### 30.06.2005
- вулиця Землячки (Солом'янський район) — вулиця Тетяни Яблонської

### 24.11.2005
- Бориспільське шосе
- вулиця Віталія Шимановського

### 08.02.2007
- проспект Радянської України (Подільський район) — проспект Георгія Ґонґадзе
- вулиця Георгія Ґонґадзе (Солом'янський район) — Машинобудівна вулиця

### 29.03.2007
- вулиця Пономарьова

### 26.04.2007
- вулиця Урицького (Солом'янський район) — вулиця Митрополита Василя Липківського

### 14.06.2007
- вулиця Івана Багряного (Дніпровський район)

### 26.06.2007
- Службова вулиця (Святошинський район) — вулиця Василя Степанченка
- проспект 50-річчя Жовтня (Святошинський район) — проспект Леся Курбаса

### 25.10.2007
- вулиця Січневого повстання (Печерський район) — вулиця Івана Мазепи

### 22.11.2007
- Галерна вулиця

### 02.10.2008
- вулиця Володимира Ульянова (Святошинський район) — вулиця Академіка Сєркова

### 27.11.2008
- вулиця Мануїльського (Шевченківський район) — вулиця Платона Майбороди

Нові вулиці у Голосіївському районі:
- Успішна вулиця
- Щаслива вулиця
- Творча вулиця

### 18.12.2008
- Кузьмінська вулиця (Шевченківський район) — вулиця Жамбила Жабаєва

### 22.01.2009
- бульвар Лихачова (Печерський район) — бульвар Марії Приймаченко

### 18.06.2009
- вулиця Комінтерну (Шевченківський район) — вулиця Симона Петлюри

### 13.10.2009
- вулиця Ульянових (Голосіївський, Печерський район) — Лабораторна вулиця
- Лисогірський провулок (Голосіївський район) (історична назва)
- Томашевська вулиця (Деснянський район) (історична назва)
- Запечерний провулок (Печерський район) (історична назва)

### 29.10.2009
Нові вулиці в Дарницькому районі:
- вулиця Єлизавети Чавдар
- вулиця Михайла Кравчука

### 24.12.2009
- Петрозаводська вулиця (Солом'янський район) — вулиця Георгія Кірпи
- Лісова-Козинська вулиця (Голосіївський район)

### 29.04.2010
- провулок Родини Якубовських (Голосіївський район)
- Старосільський провулок (Дніпровський район)

### 27.05.2010
- Піхтова вулиця (Дарницький район)
- Бузинова вулиця (Дарницький район)
- вулиця Червона Калина (Дарницький район)
- Крайній провулок (Деснянський район)
- Луговий провулок (Деснянський район)
- Літинський провулок (Дніпровський район)

### 08.07.2010
- частина вулиці Івана Мазепи (Печерський район) — Лаврська вулиця
- вулиця Крейсера Аврора (Голосіївський район) — вулиця Дмитра Луценка

### 17.02.2011
Нові вулиці у Голосіївському районі:
- вулиця Багряна дуброва
- вулиця Квіткові луки
- вулиця Золоті джерела
- вулиця Кленова долина
- вулиця Жуків затон

### 28.04.2011
Нові вулиці у Деснянському районі:
- вулиця Миколи Гришка
- вулиця Василя Сухомлинського
- вулиця Петра Шелеста (пізніше перейменована в межах декомунізації)
- вулиця Андрія Сови
- вулиця Олександра Даля (пізніше перейменована в межах декомунізації)
- вулиця Григорія Вірьовки
- вулиця Олександра Білаша
- вулиця Павла Вірського
- Степовий провулок
- Деснянський провулок
- Вербний провулок
- Заозерний провулок
- Волошковий провулок
- Лозовий провулок
- Краєвидний провулок

### 25.05.2011
Нові вулиці у Голосіївському районі:
- вулиця Клавдії Радченко
- вулиця Олега Рябова
- вулиця Костянтина Хохлова
- вулиця Михайла Романова
- вулиця Юрія Лаврова
- вулиця Ольги Юровської
- вулиця Георгія Горюшка

Нові вулиці у Святошинському районі:
- Чайківська вулиця
- Білогородська вулиця
- Музичанська вулиця
- Северинівська вулиця
- Ситняківська вулиця
- Личанська вулиця
- Пашківська вулиця
- Любимівська вулиця

### 23.06.2011
- Дамбова вулиця (Дніпровський район)

### 14.07.2011
Нові вулиці в Оболонському районі:
- Любимівська вулиця
- Рожнівська вулиця
- Сваромська вулиця
- Хотянівська вулиця
- Абрикосова вулиця
- Вербна вулиця
- Сетомльська вулиця
- Аркасівська вулиця

- 51-а Садова вулиця (Осокорки, Дарницький район)
- Гаражна вулиця (Дніпровський район)
- вулиця Зв'язківців (Святошинський район)

### 27.10.2011
- Танкова вулиця (Шевченківський район) — вулиця Авіаконструктора Ігоря Сікорського

### 10.11.2011
- Олександрівська вулиця (Деснянський район)

### 15.12.2011
Нові вулиці у Дарницькому районі:
- вулиця Софії Русової
- вулиця Григорія Ващенка

### 26.04.2012
- площа Конституції

### 20.09.2012
- вулиця Боженка (Голосіївський район) — вулиця Казимира Малевича

### 01.11.2012
Нові вулиці у Подільському районі:
- вулиця Сергія Данченка
- вулиця Івана Кавалерідзе
- вулиця Георгія Нарбута

Нові вулиці у Дарницькому районі:
- вулиця Бориса Антоненка-Давидовича
- вулиця Миколи Вінграновського
- вулиця Миколи Хвильового

- Деснянський провулок (Деснянський район) — Десенський провулок

### 29.11.2012
- Бесарабська площа (Печерський район) — Бессарабська площа
- Лейпцигська вулиця (Печерський район) — Лейпцизька вулиця
- Виборгська вулиця (Солом'янський район) — Виборзька вулиця (пізніше перейменована в межах деколонізації)

Нові вулиці у Голосіївському районі:
- Січнева вулиця
- Квітнева вулиця
- Липнева вулиця
- Серпнева вулиця

- Берзеневий провулок (Дарницький район) — 3-й Березневий провулок

### 13.11.2014
- вулиця Горького (Голосіївський район) — вулиця Антоновича
- Червоноармійська вулиця (Голосіївський, Печерський, Шевченківський район) — Велика Васильківська вулиця (історична назва)
- провулок Чекістів (Печерський район) — провулок Костя Гордієнка
- вулиця Анищенка (Печерський район) — Левандовська вулиця (історична назва)
- вулиця Вєтрова (Шевченківський район) — Назарівська вулиця (історична назва)
- вулиця Воровського (Шевченківський район) — Бульварно-Кудрявська вулиця (історична назва)
- вулиця Димитрова (Голосіївський район) — Ділова вулиця (історична назва)
- вулиця Андрія Іванова (Печерський район) — Бутишев провулок (історична назва)
- площа Фрунзе (Оболонський район) — Петропавлівська площа (історична назва)
- вулиця Івана Клименка (Солом'янський район) — Преображенська вулиця (історична назва)

Нові вулиці в Оболонському районі:
- Редьчинська вулиця
- Редьчинський проїзд
- Дубищанська вулиця
- Дубищанський провулок
- Луківська вулиця
- Луківський провулок
- Луківський проїзд
- Богатирський проїзд
- вулиця Калиновий Ріг
- проїзд Калиновий Ріг

### 20.11.2014
- частина Інститутської вулиці — алея Героїв Небесної Сотні

### 22.01.2015
- вулиця Фрунзе (Подільський, Оболонський, Шевченківський район) — Кирилівська вулиця (історична назва)

### 19.03.2015
- вулиця Смірнова-Ласточкіна (Шевченківський район) — Вознесенський узвіз (історична назва)

### 03.09.2015
- вулиця Панфіловців (Печерський район) — вулиця Добровольчих батальйонів
- вулиця Академіка Шліхтера (Дніпровський район) — Вифлеємська вулиця
- вулиця Артема (Шевченківський район) — вулиця Січових Стрільців
- вулиця Криленка (Святошинський район) — вулиця Олексія Береста
- вулиця Крупської (Дарницький район) — вулиця Павла Чубинського
- Ленінська вулиця (Святошинський район) — вулиця Петра Дорошенка
- вулиця Горького (Солом'янський район) — вулиця Анатолія Лупиноса
- вулиця Горького (Дарницький район) — вулиця Кирила Осьмака
- вулиця Чапаєва (Шевченківський район) — вулиця В'ячеслава Липинського
- вулиця Щорса (Печерський район) — вулиця Євгена Коновальця
- вулиця Юрія Коцюбинського (Шевченківський район) — вулиця Володимира Винниченка
- площа Дзержинського (Голосіївський район) — Либідська площа
- провулок Чеслава Бєлінського (Шевченківський район) — провулок Алли Горської
- проспект 40-річчя Жовтня (Голосіївський район) — Голосіївський проспект

### 01.10.2015
Нові вулиці у Жулянах, Солом'янський район):
- Ізяславський провулок
- Березова вулиця
- Виноградна вулиця
- Вишнева вулиця
- Волошкова вулиця
- Грушева вулиця
- Добробутна вулиця
- Журавлина вулиця — виникла в середині 2000-х років[4].
- Зоряна вулиця
- Контактна вулиця
- Кутова вулиця
- М'ятна вулиця
- Малинова вулиця
- Місячна вулиця
- Новорічна вулиця
- Планетарна вулиця
- Практична вулиця
- Помаранчева вулиця
- Промениста вулиця
- Різдвяна вулиця
- Святкова вулиця
- Смерекова вулиця
- Трояндова вулиця
- Юнацька вулиця
- Учительський провулок

### 08.10.2015
- вулиця Панаса Любченка (Голосіївський район) — Загородня вулиця (історична назва)
- Червонопрапорна вулиця (Голосіївський район) — вулиця Пирогівський шлях (історична назва)
- вулиця Сергія Струтинського (Печерський район) — Болсуновська вулиця (історична назва)
- вулиця Івана Фіалека (Печерський район) — Баришівська вулиця (історична назва)
- Січневий провулок (Печерський район) — Микильський провулок (історична назва)
- провулок Щорса (Печерський район) — Новогоспітальна вулиця (історична назва)
- вулиця Аїстова (Печерський район) — Іпсилантієвський провулок (історична назва)
- вулиця Миколи Гайцана (Печерський район) — Хрестовий провулок (історична назва)
- вулиця Тельмана (Голосіївський, Печерський район) — Німецька вулиця (історична назва)
- вулиця Галі Тимофєєвої (Шевченківський район) — Провіантська вулиця (історична назва)
- вулиця Марини Раскової (Дніпровський район) — вулиця Євгена Сверстюка
- Калінінградська вулиця (Солом'янський район) — Гладківська вулиця (історична назва)
- провулок Профінтерна (Голосіївський район) — провулок Рататюків (історична назва)

- вулиця Кахи Бендукідзе (Печерський район)
- вулиця Академіка Тронька (Голосіївський район)
- вулиця Оборони Києва (Святошинський район)

Дарницький район:
- вулиця Калініна — Вуликова вулиця
- вулиця Комінтерну — Хвойна вулиця
- Комсомольська вулиця — Нектарна вулиця
- вулиця Котовського — Пасічна вулиця
- вулиця Свердлова — Медоносна вулиця
- Червоноармійська вулиця — Заплавна вулиця
- 2-й провулок Будьонного — Хлібний провулок
- провулок Жданова — Вересковий провулок
- 1-й провулок Комінтерну — Солодкий провулок
- 2-й провулок Комінтерну — Бджолиний провулок
- 3-й провулок Комінтерну — Лозовий провулок
- Комсомольський провулок — Прополісний провулок
- провулок Котовського — Гречаний провулок
- провулок Свердлова — Акацієвий провулок
- 1-й Червоноармійський провулок — Запашний провулок
- 2-й Червоноармійський провулок — Щасливий провулок
- 3-й Червоноармійський провулок — Радісний провулок

### 17.12.2015
- вулиця Довнар-Запольського (Шевченківський район) — вулиця Митрофана Довнар-Запольського
- вулиця Андрія Бубнова (Голосіївський район) — Маричанська вулиця (історична назва)
- вулиця Картвелішвілі (Святошинський район) — вулиця Володимира Покотила
- вулиця Командарма Каменєва (Печерський район) — вулиця Петра Болбочана
- вулиця Миколи Лукашенка (Солом'янський район) — вулиця Івана Огієнка
- Чапаєвське шосе (Голосіївський район) — Віто-Литовський провулок (історична назва)
- площа Дружби народів СРСР (Оболонський район) — Оболонська площа (історична назва)
- Ленінградська площа (Дарницький район) — Дарницька площа (історична назва)
- Радянський провулок (Голосіївський район) — провулок Владислава Заремби
- провулок Володимира Ульянова (Святошинський район) — Осінній провулок
- провулок Івана Федька (Святошинський район) — провулок Якова Шульгина
- Червонозоряний проспект (Голосіївський, Солом'янський район) — проспект Валерія Лобановського

### 19.02.2016
- бульвар Олексія Давидова (Дніпровський район) — бульвар Ігоря Шамо
- вулиця Антонова-Освієнка (Святошинський район) — вулиця Володимира Наумовича
- вулиця Бабушкіна (Шевченківський район) — вулиця Марка Безручка
- вулиця Василя Блюхера (Шевченківський район) — вулиця Ігоря Турчина
- вулиця Боженка (Деснянський район) — вулиця Ґійома де Боплана
- вулиця Бонч-Бруєвича (Святошинський район) — вулиця Володимира Дурдуківського
- вулиця Маршала Будьонного (Дарницький район) — вулиця Івана Богуна
- вулиця Воровського (Дарницький район) — Млинна вулиця
- вулиця Гавро Лайоша (Оболонський район) — Йорданська вулиця
- вулиця Гамарника (Оболонський район) — вулиця Квітки Цісик
- вулиця Омеляна Горбачова (Святошинський район) — Ґалаґанівська вулиця
- вулиця Петра Дегтяренка (Оболонський район) — вулиця Сім'ї Кульженків
- вулиця Дзержинського (Деснянський район) — вулиця Стефана Таранущенка
- вулиця Івана Дубового (Дніпровський район) — вулиця Георгія Тороповського
- вулиця Олеко Дундича (Дніпровський район) — вулиця Василя Вишиваного
- вулиця Жданова (Дарницький район) — вулиця Варвари Маслюченко
- Жовтнева вулиця (Святошинський район) — вулиця Патріарха Володимира Романюка
- вулиця Ілліча (Дарницький район) — вулиця Юрія Пасхаліна
- Калінінська вулиця (Святошинський район) — вулиця Юрія Клена
- вулиця Кірова (Деснянський район) — вулиця Митрополита Володимира Сабодана
- вулиця Колективізації (Солом'янський район) — вулиця Джеймса Мейса
- вулиця Коллонтай (Святошинський район) — вулиця Дмитра Яворницького
- вулиця Командарма Уборевича (Святошинський район) — вулиця Академіка Єфремова
- вулиця Комісара Рикова (Святошинський район) — вулиця Петра Курінного
- Комсомольська вулиця (Солом'янський район) — вулиця Павла Потоцького
- Комуністична вулиця (Дарницький район) — Трипільська вулиця
- вулиця Миколи Кравченка (Шевченківський район) — вулиця Вільгельма Котарбінського
- вулиця Петра Красикова (Солом'янський район) — вулиця Людмили Проценко
- вулиця Сергія Лазо (Деснянський район) — Чурилівська вулиця
- вулиця Сергія Лазо (Дніпровський район) — вулиця Інженера Бородіна
- вулиця Ластовського (Печерський район) — вулиця Степана Ковніра
- вулиця Леніна (Деснянський район) — Радосинська вулиця
- вулиця Леніна (Солом'янський район) — вулиця Сергія Колоса
- вулиця Леніна (Дарницький район) — вулиця Євгенія Харченка
- вулиця Луначарського (Дніпровський район) — вулиця Митрополита Андрея Шептицького
- вулиця Михайла Майорова (Оболонський район) — вулиця Петра Калнишевського
- вулиця Маршала Тухачевського (Святошинський район) — вулиця Михайла Драй-Хмари
- вулиця Мате Залки (Оболонський район) — вулиця Олександра Архипенка
- вулиця Олександра Мильчакова (Дніпровський район) — вулиця Всеволода Нестайка
- вулиця Михайла Мишина (Солом'янський район) — вулиця Сім'ї Ідзиковських
- вулиця Миколи Островського (Дарницький район) — вулиця Родини Рудинських
- вулиця Миколи Островського (Солом'янський район) — вулиця Патріарха Мстислава Скрипника
- вулиця Петровського (Солом'янський район) — вулиця Івана Світличного
- вулиця Вільгельма Піка (Шевченківський район) — Ружинська вулиця
- вулиця Полупанова (Оболонський район) — Пріорська вулиця
- вулиця Примакова (Святошинський район) — вулиця Рейнгольда Ґлієра
- Радянська вулиця (Солом'янський район) — вулиця Отця Анатолія Жураковського
- вулиця Миколи Руднєва (Дарницький район) — вулиця Юрія Шевельова
- вулиця Степана Сагайдака (Дніпровський район) — вулиця Євгена Маланюка
- вулиця Серафимовича (Дніпровський район) — вулиця Івана Миколайчука
- вулиця Тимофія Строкача (Святошинський район) — вулиця Сім'ї Стешенків
- вулиця Валентини Терешкової (Дарницький район) — Святищенська вулиця
- вулиця Онуфрія Трутенка (Голосіївський район) — вулиця Михайла Максимовича
- вулиця Фадєєва (Святошинський район) — вулиця Анни Ярославни
- вулиця Івана Федька (Святошинський район) — вулиця Володимира Шульгина
- вулиця Фрунзе (Дарницький район) — вулиця Петра Прокоповича
- вулиця Фрунзе (Деснянський район) — вулиця Сім'ї Ханенків
- вулиця Фурманова (Солом'янський район) — вулиця Архітектора Кобелєва
- Цюрупинська вулиця (Шевченківський район) — вулиця Георгія Дудника
- вулиця Чапаєва (Дарницький район) — вулиця Леоніли Заглади
- Червоногвардійська вулиця (Деснянський, Дніпровський район) — вулиця Гната Хоткевича
- Червонопартизанська вулиця (Солом'янський район) — вулиця Братів Зерових
- Червонофлотська вулиця (Оболонський район) — вулиця Федора Максименка
- вулиця Чудновського (Дніпровський район) — вулиця Григорія Чупринки
- вулиця Шаумяна (Шевченківський район) — вулиця Сергія Параджанова
- вулиця Щербакова (Шевченківський район) — вулиця Данила Щербаківського
- вулиця Щорса (Деснянський район) — вулиця Вадима Модзалевського
- вулиця Якіра (Шевченківський район) — Деревлянська вулиця
- площа Анатолія Луначарського (Дніпровський район) — площа Пантелеймона Куліша
- провулок Бонч-Бруєвича (Святошинський район) — провулок Віктора Дубровського
- 1-й провулок Будьонного (Дарницький район) — провулок Василя Кука
- провулок Луначарського (Дніпровський район) — Слобідський провулок
- провулок Миколи Островського (Солом'янський район) — провулок Ярослава Хомова
- провулок Миколи Руднєва (Дарницький район) — провулок Ігоря Качуровського
- провулок Фадєєва (Святошинський район) — провулок Михайла Івченка
- Червоноармійський провулок (Голосіївський район) — провулок Руслана Лужевського
- Червоногвардійський провулок (Деснянський, Дніпровський район) — провулок Гната Хоткевича
- Червонопрапорний провулок (Голосіївський район) — Пересіченський провулок
- провулок Щербакова (Шевченківський район) — провулок Всеволода Петріва

### 17.07.2016
- вулиця Баумана (Шевченківський район) — вулиця Яноша Корчака
- вулиця Кутузова (Печерський район) — вулиця Генерала Алмазова
- вулиця Суворова (Печерський район) — вулиця Михайла Омеляновича-Павленка
- провулок Кутузова (Печерський район) — провулок Євгена Гуцала
- Московський проспект (Оболонський, Подільський район) — проспект Степана Бандери

### 06.10.2016
- вулиця Патріса Лумумби (Печерський район) — вулиця Іоанна Павла ІІ
- проспект Возз'єднання (Дніпровський район) — проспект Соборності
- Московська площа (Голосіївський район) — Деміївська площа

### 10.11.2016
- бульвар Івана Лепсе (Солом'янський район) — бульвар Вацлава Гавела
- вулиця Софії Перовської (Шевченківський район) — вулиця Євгенії Мірошниченко
- Перспективна вулиця (Печерський район) — вулиця Ігоря Брановицького
- площа Леоніда Телятникова
- сквер Волонтерів АТО
- Литовський сквер

### 20.12.2016
- вулиця Павла Дибенка (Оболонський район) — вулиця Сім'ї Шовкоплясів
- вулиця Кіквідзе (Печерський район) — вулиця Михайла Бойчука
- вулиця Котовського (Шевченківський, Подільський район) — вулиця Володимира Сальського
- вулиця Павлика Морозова (Оболонський район) — вулиця Академіка Оппокова
- вулиця Профінтерну (Голосіївський район) — Забайківська вулиця
- вулиця Миколи Скрипника (Солом'янський район) — вулиця Миколи Лукаша
- вулиця Петра Шелеста (Деснянський район) — вулиця Миколи Плахотнюка
- провулок Бакинських Комісарів (Дніпровський район) — провулок Василя Сухенка
- провулок Шаумяна (Шевченківський район) — провулок Сергія Параджанова
- проспект «Правди» (Подільський район) — проспект Правди

### 01.06.2017
- проспект Генерала Ватутіна (Деснянський, Дніпровський район) — проспект Романа Шухевича

### 12.10.2017
- провулок Горького (Голосіївський район) — провулок Бориса Шахліна
- Дніпродзержинська вулиця (Дарницький район) — Кам'янська вулиця
- Дніпропетровська вулиця (Солом'янський район) — Новокодацька вулиця
- Дніпропетровське шосе (Голосіївський район) — Дніпровське шосе
- вулиця Ежена Потьє (Шевченківський район) — вулиця Антона Цедіка
- Інтернаціональна площа (Подільський, Шевченківський район) — площа Валерія Марченка
- Красноводська вулиця (Подільський район) — Хотинська вулиця
- Краснодонська вулиця (Солом'янський район) — вулиця Кучмин Яр (історична назва)
- Краснодонський провулок (Солом'янський район) — провулок Кучмин Яр (історична назва)
- вулиця Лебедєва-Кумача (Солом'янський район) — вулиця Миколи Голего
- вулиця Миколи Лебедєва (Дніпровський район) — вулиця Юрія Поправки
- Соціалістична вулиця (Солом'янський район) — вулиця Левка Мацієвича
- вулиця Тимофія Шамрила (Шевченківський район) — Парково-Сирецька вулиця
- вулиця Ярослава Галана (Солом'янський район) — вулиця Августина Волошина

Нові вулиці у Деснянському районі:
- вулиця Івана Рогача
- вулиця Ореста Чемеринського
- вулиця Павла Филиповича
- вулиця Михайла Білинського
- вулиця Василя Біднова
- вулиця Роберта Конквеста
- вулиця Родини Вороних
- вулиця Ярослави Стецько
- вулиця Григорія Косинки
- вулиця Владлена Кузнецова
- вулиця Леся Танюка
- вулиця Євгена Плужника
- вулиця Дмитра Загула
- вулиця Іси Мунаєва
- вулиця Степана Витвицького

Нові вулиці у Голосіївському районі:
- вулиця Назарія Яремчука
- вулиця Остапа Вересая
- вулиця Віктора Зарецького
- вулиця Бориса Матюшенка
- вулиця Володимира Науменка
- вулиця Андрія Ніковського
- вулиця Сергія Остапенка
- вулиця Олександра Осецького
- вулиця Миколи Левитського
- вулиця Валентина Отаманського
- вулиця Миколи Рябовола
- вулиця Максима Славинського
- вулиця Михайла Петренка
- вулиця Олександра Удовиченка
- вулиця Анатолія Кентія
- вулиця Ігоря Диченка
- вулиця Бориса Тена
- вулиця Князя Вітовта
- вулиця Сергія Шелухіна
- вулиця Андрія Меленського
- вулиця Артемія Веделя
- Володарська вулиця
- вулиця Григорія Голоскевича
- вулиця Феодосія Печерського

### 08.02.2018
Нові вулиці у Подільському районі:
- вулиця Всеволода Змієнка
- вулиця Олександра Олеся
- вулиця Генерала Грекова
- Квітникарська вулиця
- вулиця Родини Крістерів
- вулиця Северина Наливайка
- Гаванська вулиця
- Зарубинецька вулиця

- станція метро «Петрівка» — станція метро «Почайна»

### 22.02.2018
- вулиця Анрі Барбюса (Печерський район) — вулиця Василя Тютюнника
- Бутишев провулок — Бутишів провулок
- вулиця Ванди Василевської (Шевченківський район) — вулиця Богдана Гаврилишина
- Іпсилантієвський провулок — Іпсилантіївський провулок
- Кіровоградська вулиця (Голосіївський, Солом'янський район) — вулиця Володимира Брожка
- Комсомольський масив — Північно-Броварський масив (історична назва)
- Лагерна вулиця (Шевченківський район) — Табірна вулиця
- Микильський провулок (Печерський район) — Микільський провулок
- Молдавська вулиця (Шевченківський район) — Молдовська вулиця
- Московський міст — Північний міст
- Овражний провулок (Солом’янський район) — Яровий провулок
- Огуречна вулиця (Подільський район) — Огіркова вулиця
- Охотська вулиця (Голосіївський район) — Мисливська вулиця
- Охотський провулок (Голосіївський район) — Мисливський провулок
- провулок Панфіловців (Печерський район) — провулок Йова Борецького
- вулиця Сєдовців (Печерський район) — Омелютинська вулиця (історична назва)
- мікрорайон Чапаївка — Віта-Литовська (історична назва)
- Троїцька площа

### 22.08.2018
- Парк Дружби Народів — парк «Муромець»
- Парк відпочинку Оболонь в урочищі Наталка — парк «Наталка»
- сквер Андрія Іванова — Латвійський сквер
- сквер між Жилянською, Короленківською і Тарасівською вулицями — сквер Димитра Пешева
- сквер на вулиці Січових Стрільців, 27 — Канадський сквер

### 22.03.2018
- Алма-Атинська вулиця (Дніпровський район) — Алматинська вулиця
- вулиця Гайдара (Голосіївський район) — вулиця Сім'ї Прахових
- Кустанайська вулиця (Голосіївський район) — Костанайська вулиця
- Кустанайський провулок (Голосіївський район) — Костанайський провулок
- провулок Ладо Кецховелі (Подільський район) — Воздвиженський провулок (історична назва)
- провулок Михайла Реута (Печерський район) — провулок Памви Беринди
- Новоросійська вулиця (Дніпровський район) — Опришківська вулиця
- вулиця Олександра Горовиця (Солом'янський район) — вулиця Василя Барки
- вулиця Петровського (Деснянський район) — вулиця Василя Щавинського
- вулиця Пугачова (Шевченківський район) — вулиця Академіка Ромоданова

### 18.10.2018
- вулиця Маршала Жукова (Деснянський район) — вулиця Кубанської України

### 15.11.2018
- Невська вулиця (Шевченківський район) — Нивська вулиця
- вулиця Желябова (Шевченківський район) — вулиця Марії Капніст
- провулок Баумана (Шевченківський район) — провулок Фузиків
- Кіровська вулиця (Святошинський район) — вулиця Старицької-Черняхівської
- вулиця Сабурова (Деснянський район) — вулиця Сержа Лифаря
- площа Червона Пресня (Подільський район) — Щекавицька площа
- сквер на розі вулиці Сурикова та Повітрофлотського проспекту (Солом'янський район) — сквер ім. Бориса Немцова

### 29.11.2018
- Тверська вулиця (Голосіївський, Печерський район) — вулиця Єжи Ґедройця

### 06.12.2018
- вулиця Механізаторів (Солом'янський район) — вулиця Генерала Шаповала
- вулиця Толстого (Деснянський район) — вулиця Володимира Беца
- Новоросійська площа (Дніпровський район) — Чернігівська площа
- Радянський провулок (Солом'янський район) — провулок Костянтина Михальчука
- Ковтунівський провулок (Деснянський район)

### 18.12.2018
- Курська вулиця (Солом'янський район) — вулиця Генерала Геннадія Воробйова

### 04.04.2019
- вулиця Івана Кудрі (Печерський район) — вулиця Джона Маккейна

### 14.11.2019
- Виборзька вулиця (Солом'янський район) — вулиця Олекси Тихого
- проспект Космонавта Комарова — проспект Любомира Гузара

### 19.12.2019
- вулиця Горького (Деснянський район) — вулиця Тодося Осьмачки
- вулиця Івана Шевцова (Шевченківський район) — вулиця Василя Макухи
- вулиця Маршала Гречка (Подільський район) — вулиця Івана Виговського
- вулиця Подвойського (Шевченківський район) — вулиця Юрія Глушка

### 27.02.2020
- парк ім. Миколи Островського (Солом'янський район) — парк ім. Миколи Зерова
- вулиця Олександра Бойченка (Дніпровський район) — вулиця Анатолія Солов'яненка

### 28.07.2020
- Проектна вулиця (Святошинський район) — вулиця Олеся Бердника
- Російська вулиця (Дарницький район) — вулиця Юрія Литвинського

### 30.07.2020
- провулок Ґарета Джонса
- вулиця Димитрова (Деснянський район) — вулиця Никифора Дровняка
- площа між вулицями Євгена Сверстюка та Раїси Окіпної (Дніпровський район) — площа Сергія Набоки
- провулок Якова Щоголева (Дарницький район)
- Милославський провулок (Деснянський район)
- Куричівська вулиця (Деснянський район)
- Ковпитська вулиця (Деснянський район)
- Стигольська вулиця (Деснянський район)
- Помильська вулиця (Деснянський район)
- Пляхівська вулиця (Деснянський район)
- провулок Парашутистів (Святошинський район)
- сквер на розі Зоологічної та Дегтярівської вулиць (Шевченківський район) — Мюнхенський сквер
- сквер на перехресті вулиці Січових Стрільців та непарної сторони вулиці В'ячеслава Чорновола (Шевченківський район) — сквер ім. Мусліма Магомаєва

### 10.06.2021
- вулиця Лідії Пономаренко (Деснянський район)
- вулиця Авіаконструктора Петра Балабуєва (Святошинський район)
- скверу між будинками на проспекті Володимира Маяковського, 15-б та вулиці Оноре де Бальзака, 14 (Деснянський район) — сквер ім. Героя України В'ячеслава Веремія
- сквер на Повітрофлотському проспекті, 11-13 (Солом'янський районі) — сквер ім. Героя України Максима Шаповала
- сквер на Володимирському проїзді між вулицями Михайлівською та Малою Житомирською (Шевченківський район) — сквер ім. Миколи Макаренка

### 04.11.2021
- вулиця Миколи Кузнєцова (Святошинський район) — вулиця Олеся Бабія
- вулиця Костюка (Святошинський район) — вулиця Професора Ейхельмана
- вулиця Павленка (Святошинський район) — вулиця Христини Сушко
- провулок Павленка (Святошинський район) — Мовчунівський провулок (історична назва)
- вулиця Народного ополчення (Солом'янський район) — вулиця Святослава Хороброго
- Молодогвардійська вулиця (Солом'янський район) — вулиця Володимира Сікевича
- вулиця Петра Заломова (Солом'янський район) — вулиця Феофіла Яновського
- Московська вулиця (Солом'янський район, в селищі Жуляни) — вулиця Григорія Гуляницького
- Малоземельна вулиця (Дарницький район) — вулиця Алімпія Галика
- вулиця Цулукідзе (Шевченківський район) — вулиця Наталі Забіли
- Невський провулок (Шевченківський район) — Нивський провулок
- вулиця Курнатовського (Дніпровський район) — вулиця Остафія Дашкевича
- площа на перетині Відрадного проспекту та вулиці Героїв Севастополя (Солом'янський район) — Відрадна площа
- сквер на розі Андріївського узвозу та вулиці Боричів Тік (Подільський район) — сквер ім. Василя Сліпака
- вулиця Миколи Костомарова (Печерський район)
- площа біля станції метро «Кловська» (Печерський район) — Кловська площа

### 15.04.2022
- залізнична станція «Київ-Жовтневий» — залізнична станція «Грушки»
- залізнична станція «Київ-Московський» — залізнична станція «Київ-Деміївський»
- залізнична станція «Київ-Петрівка» — залізнична станція «Почайна»

### 25.08.2022
- Байкальська вулиця — Мелітопольська вулиця
- вулиця Балакірева — вулиця Івана Підкови
- Єнісейська вулиця — Бузька вулиця
- Камишинська вулиця — Покільська вулиця
- вулиця Маршала Конєва — вулиця Самійла Кішки
- вулиця Маршала Якубовського — вулиця Героїв Маріуполя
- вулиця Плещеєва — Ходосівська вулиця
- вулиця Римського-Корсакова — Римська вулиця
- Волзька вулиця — Гайдамацька вулиця
- Волзький провулок — Гайдамацький провулок
- Псковська вулиця — Почаївська вулиця
- Псковський провулок — Почаївський провулок
- Тихорецька вулиця — вулиця Семена Палія
- Тихорецький провулок — провулок Семена Палія
- Уральська вулиця — Чумацька вулиця
- Уральський провулок — Чумацький провулок
- Кіровоградський провулок — Кропивницький провулок
- провулок Маршала Говорова — Камінь-Каширський провулок
- Серпуховський провулок — Свалявський провулок
- провулок Столєтова — провулок Галшки Гулевичівни
- Тихвінський провулок — Тиврівський провулок
- Тобольський провулок — Слуцький провулок
- Тульський провулок — Супійський провулок
- Холмогорський провулок — Ольвійський провулок
- Россошанська вулиця — вулиця Отамана Зеленого
- Славгородський провулок — Тростянецький провулок
- 1-й провулок Чехова — Отаманський провулок
- 2-й провулок Чехова — Березівський провулок
- Кисловодська вулиця — Миргородська вулиця
- вулиця Мічуріна — Ягеллонська вулиця
- вулиця Натана Рибака — Святодухівська вулиця
- вулиця Нахімова — Квартальна вулиця
- вулиця Сєдова — Чорторийська вулиця
- Кантемирівський провулок — Корецький провулок
- Кисловодський провулок — Моршинський провулок
- Кузбаський провулок — Токмацький провулок
- Магнітогорський провулок — Херсонський провулок
- проспект Володимира Маяковського — проспект Червоної Калини
- вулиця Валентина Сєрова — вулиця Сірожупанників
- Волховська вулиця — Енергодарська вулиця
- вулиця Генерала Жмаченка — вулиця Князя Романа Мстиславича
- Двінська вулиця — Дністерська вулиця
- вулиця Івана Сергієнка — Пластова вулиця
- Калачівська вулиця — Слобожанська вулиця
- вулиця Лобачевського — вулиця Княгині Інгігерди
- Таганрозька вулиця — вулиця Князя Любарта
- Астраханський провулок — провулок Князя Ярополка Святославича
- Волховський провулок — Томаківський провулок
- Карельський провулок — Фінський провулок
- Таганрозький провулок — Скадовський провулок
- Кемеровська вулиця — вулиця Гетьмана Данили Апостола
- вулиця Маршала Малиновського — вулиця Героїв полку «Азов»
- вулиця Мічуріна — Микільсько-Хутірська вулиця
- Тульська площа — площа Героїв УПА
- Тимірязєвська вулиця — Садово-Ботанічна вулиця
- Тимірязєвський провулок — Садово-Ботанічний провулок
- провулок Добролюбова — Паризький провулок
- Тверський тупик — Фортечний тупик
- Вітчизняна вулиця — Опільська вулиця
- вулиця Водників — Свитязька вулиця
- Кареловська вулиця — вулиця Луки Долинського
- вулиця Лодигіна — вулиця Тараса Трясила
- вулиця Осиповського — вулиця Байди-Вишневецького
- провулок Лодигіна — Дендрологічний провулок
- Ростовська вулиця — Луцька вулиця
- Тагільський провулок — Бойківський провулок
- Цимлянський провулок — Ромський провулок
- Червонопільська вулиця — Перемишльська вулиця
- вулиця Яблочкова — вулиця Гетьмана Павла Бута
- вулиця Бударіна — вулиця Українського відродження
- Жовтневий провулок — Сиванівський провулок
- вулиця Маршала Бірюзова — Вербівська вулиця
- Москворецька вулиця — Збруцька вулиця
- вулиця Генерала Пухова — вулиця Князя Всеволода Ярославича
- вулиця Івана Улітіна — Улицька вулиця
- Агітаторська вулиця — Видова вулиця
- вулиця Академіка Каблукова — вулиця Віталія Скакуна
- вулиця Бориса Гаріна — Дачна вулиця
- Брянська вулиця — Богодухівська вулиця
- вулиця Героїв війни — вулиця Українських повстанців
- вулиця Глінки — вулиця Максима Березовського
- вулиця Дежнєва — вулиця Миколи Миклухи-Маклая
- вулиця Карла Маркса — Гуцульська вулиця
- вулиця Мічуріна — вулиця Морських піхотинців
- Можайська вулиця — вулиця Сім'ї Житецьких
- Новгородська вулиця — Новгород-Сіверська вулиця
- Пітерська вулиця — Лондонська вулиця
- вулиця Ползунова — Січеславська вулиця
- вулиця Радищева — Волноваська вулиця
- вулиця Саврасова — Костопалівська вулиця
- Світлогірська вулиця — Світлодарська вулиця
- Смоленська вулиця — вулиця Сім'ї Бродських
- Виборзький провулок — Попаснянський провулок
- провулок Дежнєва — Сіверсько-Донецький провулок
- Червоний провулок — провулок Князя Володимира Ольґердовича
- вулиця Гончарова — Брюссельська вулиця
- Орловська вулиця — Олешківська вулиця
- Ставропольська вулиця — Вовчогірська вулиця
- Ставропольський провулок — Вовчогірський провулок
- Уссурійська вулиця — вулиця Зеленого Клину
- Уссурійський провулок — провулок Зеленого Клину
- Шишкінський провулок — провулок Іллі Рєпіна

### 08.09.2022
- вулиця Пожарського (Деснянський район) — вулиця Мелетія Смотрицького
- вулиця Петра Запорожця (Деснянський район) — вулиця Інтернаціонального Легіону
- Кузбаська вулиця (Деснянський район) — Латвійська вулиця
- Волгоградська площа (Деснянський район) — площа Конотопської битви
- вулиця Попудренка (Деснянський район) — вулиця Гетьмана Павла Полуботка
- Мурманська вулиця (Деснянський район) — вулиця Академіка Кухаря
- Грозненська вулиця (Шевченківський район) — Ічкерська вулиця
- провулок Бабушкіна (Шевченківський район) — Сеньківський провулок
- вулиця Декабристів (Дарницький район) — вулиця Братства тарасівців
- вулиця Лермонтова (Дарницький район) — Вітовецька вулиця
- 1-й провулок Лермонтова (Дарницький район) — Вітовецький провулок
- 2-й провулок Лермонтова (Дарницький район) — Баштанський провулок
- 3-й провулок Лермонтова (Дарницький район) — Козаровицький провулок
- 4-й провулок Лермонтова (Дарницький район) — Болградський провулок
- 5-й провулок Лермонтова (Дарницький район) — Олександрійський провулок
- 2-й провулок Валентини Терешкової (Дарницький район) — провулок Христини Алчевської
- Сормовська вулиця (Дарницький район) — вулиця Ісмаїла Гаспринського
- Мінський проспект (Оболонський район) — Литовський проспект
- проспект Героїв Сталінграда (Оболонський район) — проспект Володимира Івасюка
- вулиця Маршака (Святошинський район) — вулиця Йосипа Маршака
- провулок Маршака (Святошинський район) — Комерційний провулок
- 2-й провулок Маршака (Святошинський район) — провулок Сім'ї Тарасевичів
- 3-й провулок Маршака (Святошинський район) — Ювелірний провулок
- вулиця Семашка (Святошинський район) — вулиця Мирослава Поповича
- вулиця Академіка Кржижановського (Святошинський район) — вулиця Омеляна Пріцака
- провулок Бурденка (Подільський район) — Могилів-Подільський провулок
- вулиця Олександра Бестужева (Подільський район) — Гамаліївська вулиця
- вулиця Ватутіна (Солом'янський район) — вулиця Територіальної оборони
- вулиця Федосєєва (Солом'янський район) — вулиця Архітектора Вишневського
- Донський провулок (Солом'янський район) — Караїмський провулок
- Новомічурінська вулиця (Солом'янський район) — вулиця Князів Ґедиміновичів
- Волгоградська вулиця (Солом'янський район) — вулиця Романа Ратушного
- провулок Радищева (Солом'янський район) — провулок Юрія Матущака
- вулиця Радгосп «Совки» (Солом'янський район) — Пронівська вулиця
- Іскрівська вулиця (Солом'янський район) — вулиця Джохара Дудаєва
- Цілинна вулиця (Голосіївський район) — Португальська вулиця
- П'ятигорський провулок (Голосіївський район) — Альпійський провулок
- провулок Генерала Доватора (Голосіївський район) — Дубовий провулок
- Майкопський провулок (Голосіївський район) — Старобільський провулок
- Іртишська вулиця (Голосіївський район) — Тетерівська вулиця
- вулиця Кайсарова (Голосіївський район) — Холодноярська вулиця
- Московська вулиця (Печерський район) — вулиця Князів Острозьких
- площа Героїв Великої Вітчизняної війни (Печерський район) — Наводницька площа (історична назва)

### 28.10.2022
- вулиця Карла Маркса (Дарницький район) — вулиця Йоганна Вольфганга Ґете
- Кронштадтська вулиця (Дарницький район) — вулиця Володимира Рибака
- Славгородська вулиця (Дарницький район) — вулиця Дениса Антіпова
- Жигулівська вулиця (Голосіївський район) — Бескидська вулиця
- Майкопська вулиця (Голосіївський район) — Гетьманська вулиця
- вулиця Бурмистенка (Голосіївський район) — Оріхуватська вулиця
- вулиця Генерала Родимцева (Голосіївський район) — вулиця Горіхуватський шлях
- вулиця Академіка Вільямса (Голосіївський район) — вулиця Степана Рудницького
- вулиця Генерала Доватора (Голосіївський район) — вулиця Катерини Грушевської
- вулиця Академіка Костичева (Голосіївський район) — вулиця Професора Балінського
- Смольна вулиця (Голосіївський район) — вулиця Братів Чучупаків
- Амурська площа (Голосіївський район) — Васильківська площа
- Некрасівська вулиця (Шевченківський район) — вулиця Івана Драча
- Пушкінська вулиця (Шевченківський район) — вулиця Євгена Чикаленка
- Муромська вулиця (Шевченківський район) — вулиця Володимира Жаботинського
- вулиця Бориса Житкова (Шевченківський район) — вулиця Братів Малакових
- Краснодарська вулиця (Шевченківський район) — вулиця Ґолди Меїр
- вулиця Чаплигіна (Шевченківський район) — вулиця Академіка Івахненка
- провулок Чаплигіна (Шевченківський район) — провулок Академіка Івахненка
- Астраханська вулиця (Дніпровський район) — вулиця Кастуся Калиновського
- вулиця Карла Маркса (Деснянський район) — вулиця Олексія Курінного
- вулиця Макаренка (Деснянський район) — вулиця Климента Квітки
- вулиця Багратіона (Солом'янський район) — вулиця Максима Левіна
- вулиця Мартиросяна (Солом'янський район) — вулиця Сергія Берегового
- Московський провулок (Солом'янський район) — провулок Павла Лі
- Брестська вулиця (Подільський район) — вулиця Франциска Скорини
- вулиця Одоєвського (Подільський район) — вулиця Байрона
- провулок Олександра Бестужева (Подільський район) — провулок Кузьми Скрябіна
- вулиця Генерала Вітрука (Святошинський район) — Авіаконструкторська вулиця
- бульвар Ромена Роллана (Святошинський район) — бульвар Жуля Верна
- вулиця Гаршина (Святошинський район) — вулиця Василя Стефаника
- вулиця Жолудєва (Святошинський район) — вулиця Олександра Махова
- вулиця Кулібіна (Святошинський район) — вулиця Рене Декарта
- вулиця Петра Чаадаєва (Святошинський район) — вулиця Дмитра Чижевського
- вулиця Феодори Пушиної (Святошинський район) — вулиця Ореста Васкула
- площа Героїв Бреста (Святошинський район) — Чорнобаївська площа
- Якутська вулиця (Святошинський район) — вулиця Родини Бунґе
- вулиця Маршала Тимошенка (Оболонський район) — вулиця Левка Лук'яненка
- вулиця Новикова-Прибоя (Оболонський район) — вулиця Ірини Жиленко
- вулиця Клари Цеткін (Оболонський район) — вулиця Дніпрової Чайки
- вулиця Глазунова (Печерський район) — вулиця Дмитра Годзенка
- вулиця Лізи Чайкіної (Печерський район) — вулиця Олени Степанів
- вулиця Олександра Матросова (Печерський район) — вулиця Генерала Кульчицького
- вулиця Чигоріна (Печерський район) — вулиця Дмитра Дорошенка

### 10.11.2022
- Біломорська вулиця (Деснянський район) — вулиця Катерини Гандзюк
- Магнітогорська вулиця (Деснянський район) — вулиця Якова Гніздовського
- вулиця Ломоносова (Голосіївський район) — вулиця Юлії Здановської
- Північно-Сирецька вулиця (Подільський район) — вулиця Віктора Некрасова
- бульвар Праці (Дніпровський район) — бульвар Івана Котляревського
- вулиця Генерала Карбишева (Дніпровський район) — вулиця Ірини Бекешкіної
- Челябінська вулиця (Дніпровський район) — вулиця Пантелеймона Куліша
- вулиця Миколи Гастелло (Печерський район) — Бусовогірська вулиця
- вулиця Маміна-Сибіряка (Солом'янський район) — Вічова вулиця
- вулиця Валі Котика (Святошинський район) — Віденська вулиця
- Іжевська вулиця (Дарницький район) — Іжкарська вулиця

### 08.12.2022
- Холмогорська вулиця (Голосіївський район) — вулиця Володимира Самійленка
- провулок Василя Жуковського (Голосіївський район) — вулиця Леопольда Ященка
- вулиця Маршала Говорова (Голосіївський район) — вулиця Генерала Момота
- провулок Енгельса (Дарницький район) — вулиця Богдана-Ігоря Антонича
- провулок Тургенєва (Дарницький район) — вулиця Олександра Барвінського
- вулиця Енгельса (Дарницький район) — вулиця Опанаса Сластіона
- вулиця Кутузова (Деснянський район) — вулиця Івана Кожедуба
- вулиця Суворова (Деснянський район) — вулиця Сергія Котенка
- вулиця Академіка Курчатова (Деснянський район) — вулиця Ореста Левицького
- вулиця Миколи Раєвського (Печерський район) — вулиця Павла Загребельного
- бульвар Дружби Народів (Печерський район) — бульвар Миколи Міхновського
- провулок Одоєвського (Подільський район) — провулок Олександра Воїнова
- вулиця Достоєвського (Подільський район) — вулиця Енді Воргола
- Орська вулиця (Подільський район) — вулиця Василя Мови
- вулиця Пришвіна (Святошинський район) — вулиця Івана Труша
- вулиця Михайла Свєтлова (Святошинський район) — вулиця Олександра Дорошкевича
- вулиця Василя Алексухіна (Святошинський район) — вулиця Степана Чобану
- вулиця Генерала Авдєєнка (Святошинський район) — вулиця Геннадія Матуляка
- вулиця Генерала Потапова (Святошинський район) — вулиця Василя Доманицького
- Яснополянська вулиця (Святошинський район) — вулиця Клима Чурюмова
- вулиця Сім'ї Сосніних (Святошинський район) — вулиця Івана Дзюби
- вулиця Уляни Громової (Солом'янський район) — вулиця Катерини Ступницької
- вулиця Юліуса Фучика (Солом'янський район) — вулиця Карела Чапека
- вулиця Зої Космодем'янської (Солом'янський район) — вулиця Софії Галечко
- вулиця Металістів (Солом'янський район) — вулиця Михайла Брайчевського
- вулиця Качалова (Солом'янський район) — вулиця Володимира Качали
- вулиця Тешебаєва (Шевченківський район) — вулиця Олександра Бринжали
- вулиця Толбухіна (Шевченківський район) — вулиця Василя Данилевича
- провулок Криловського (Шевченківський район) — провулок Архітектора Івана Зарудного
- провулок Толбухіна (Шевченківський район) — провулок Михайла Ялового
- вулиця Академіка Грекова (Шевченківський район) — вулиця Родини Глаголєвих
- вулиця Кирпоноса (Шевченківський район) — вулиця Всеволода Петріва

### 09.02.2023
- вулиця Адмірала Ушакова (Голосіївський район) — Багринова вулиця (історична назва)
- вулиця Олега Кошового (Голосіївський район) — Горяна вулиця (історична назва)
- вулиця Полковника Затєвахіна (Голосіївський район) — Пустинська вулиця (історична назва)
- провулок Бурмистенка (Голосіївський район) — провулок Бабієнків (історична назва)
- вулиця Полковника Потєхіна (Голосіївський район) — Виставкова вулиця (історична назва)
- вулиця Павла Пестеля (Шевченківський район) — Скомороська вулиця
- узвіз Герцена (Шевченківський район) — узвіз Реп'яхів Яр (назва історичної місцевості)
- Трудова вулиця (Шевченківський район) — вулиця Чмелів Яр (історична назва)
- площа Перемоги (Шевченківський район) — Галицька площа (історична назва)
- Петрівська вулиця (Шевченківський район) — вулиця Вознесенський Яр (історична назва)
- вулиця Маршала Рибалка (Шевченківський район) — Ростиславська вулиця (історична назва)
- вулиця Василя Дончука (Шевченківський район) — Пилипівська вулиця (історична назва)
- вулиця Тропініна (Шевченківський район) — Якубенківська вулиця (історична назва)
- Багговутівська вулиця (Шевченківський район) — Загорівська вулиця (історична назва)
- проспект Перемоги (Шевченківський район) — Берестейський проспект (історична назва)
- Брест-Литовський провулок (Шевченківський район) — Берестейський провулок
- вулиця Григорія Андрющенка (Шевченківський район) — Казармена вулиця (історична назва)
- вулиця Олександра Даля (Деснянський район) — вулиця Лейбніца
- вулиця Кудряшова (Солом'янський район) — Мокра вулиця (історична назва)
- вулиця Леваневського (Солом'янський район) — Тетянинська вулиця (історична назва)
- вулиця Полковника Шутова (Солом'янський район) — Грушецька вулиця (назва історичної місцевості)
- вулиця Гаврилюка (Солом'янський район) — Ярова вулиця (історична назва)
- Брест-Литовське шосе (Святошинський район) — Берестейське шосе
- Красноводський провулок (Подільський район) — Голубиний провулок (історична назва)
- вулиця Олексія Терьохіна (Подільський район) — Троїцько-Кирилівська вулиця (історична назва)
- провулок Академіка Зелінського (Подільський район) — Покровський провулок (історична назва)
- провулок Попова (Оболонський район) — Червиновський провулок (історична назва)
- провулок Мічуріна (Печерський район) — Болсуновський провулок (історична назва)
- вулиця Немировича-Данченка (Печерський район) — Мала Шияновська вулиця (історична назва)
- вулиця Мічуріна (Печерський район) — Ломаківська вулиця (історична назва)
- вулиця Григорія Царика (Печерський район) — Іподромний провулок (історична назва)

### 02.03.2023
- вулиця Генерала Тупікова (Солом'янський район) — вулиця Андрія Мельника
- Тургенєвська вулиця (Шевченківський район) — вулиця Олександра Кониського
- провулок Герцена (Шевченківський район) — провулок Бабин Яр
- вулиця Аляб'єва (Оболонський район) — вулиця Гулаків-Артемовських

### 23.03.2023
- Тагільська вулиця (Подільський район) — вулиця Оксани Мешко
- проспект Юрія Гагаріна (Дніпровський район) — проспект Леоніда Каденюка
- проспект Визволителів (Дніпровський район) — проспект Георгія Нарбута
- бульвар Перова (Дніпровський район) — Воскресенський проспект
- вулиця Москвіна (Голосіївський район) — вулиця Івана Фірцака
- провулок Москвіна (Голосіївський район) — провулок Івана Фірцака
- вулиця Столєтова (Голосіївський район) — вулиця Уласа Самчука
- П'ятигорська вулиця (Голосіївський район) — Альпійська вулиця
- Маршальська вулиця (Голосіївський район) — вулиця Галини Севрук
- вулиця Космонавта Волкова (Деснянський район) — вулиця Космонавта Поповича
- вулиця Марини Цвєтаєвої (Деснянський район) — вулиця Олександри Екстер
- вулиця Добролюбова (Печерський район) — вулиця Володимира Короткевича
- Суздальська вулиця (Солом'янський район) — вулиця Олекси Гірника
- вулиця Льва Толстого (Шевченківський район) — вулиця Гетьмана Павла Скоропадського
- площа Льва Толстого (Шевченківський район) — площа Українських Героїв
- вулиця Сім'ї Хохлових (Шевченківський район) — вулиця Ґарета Джонса

### 18.05.2023
- станція метро «Дружби народів» — станція метро «Звіринецька»
- станція метро «Площа Льва Толстого» — станція метро «Площа Українських Героїв»
- проєктна станція метро «Проспект Правди» — станція метро «Варшавська»
- вулиця Генерала Матикіна (Голосіївський район) — Конча-Заспинська вулиця
- вулиця Юрія Смолича (Голосіївський район) — вулиця Докії Гуменної
- Ржевський провулок (Голосіївський район) — провулок Станіслава Лема
- вулиця Володі Дубініна (Голосіївський район) — вулиця Рея Бредбері
- провулок Левітана (Голосіївський район) — провулок Миколи Бурачека
- Пролетарська вулиця (Голосіївський район) — вулиця Наталії Лотоцької
- Пролетарський провулок (Голосіївський район) — провулок Наталії Лотоцької
- вулиця Марії Боровиченко (Голосіївський район) — вулиця Віри Ґедройць
- провулок Кулібіна (Святошинський район) — провулок Антоніни Смереки
- вулиця Ріхарда Зорге (Святошинський район) — вулиця Василя Єрошенка
- Червонозаводський провулок (Святошинський район) — провулок Анатолія Базилевича
- вулиця Академіка Бутлерова (Дніпровський район) — вулиця Роберта Лісовського
- вулиця Станюковича (Дніпровський район) — вулиця Любові Малої
- вулиця Червоноткацька (Деснянський район) — вулиця Вінстона Черчилля
- вулиця Некрасова (Деснянський район) — вулиця Зінаїди Тулуб
- вулиця Матросова (Деснянський район) — вулиця Опанаса Заливахи
- провулок Орловського (Шевченківський район) — провулок Джорджа Орвелла
- вулиця Чкалова (Дарницький район) — вулиця Сергія Світославського
- 5-й провулок Лермонтова (Дарницький район) — провулок Дмитра Цвітковського
- Волго-Донський провулок (Дарницький район) — провулок Надії Світличної
- провулок Суворова (Дарницький район) — провулок Ніни Строкатої
- вулиця Олександра Пироговського (Солом'янський район) — вулиця Григорія Кочура
- Петрівська алея (Печерський район) — алея Магдебурзького права

### 20.06.2023
- вулиця Михайла Драгомирова (Печерський район) — вулиця Андрія Верхогляда

### 13.07.2023
- сквер Трудової Слави (Дарницький район) — сквер ім. Павла Горянського
- вулиця Челюскінців (Дарницький район) — вулиця Героїв Зміїного
- 1-й провулок Крилова (Дарницький район) — Бахмутський провулок
- 2-й провулок Крилова (Дарницький район) — Джмелиний провулок
- 3-й провулок Крилова (Дарницький район) — Щучий провулок
- парк ім. О. С. Пушкіна (Шевченківський район) — парк ім. Івана Багряного
- сквер ім. Валерія Чкалова (Шевченківський район) — Літературний сквер
- Ватутінський провулок (Деснянський район) — Зазимський провулок
- вулиця Маяковського (Деснянський район) — вулиця Тараса Коваля
- вулиця Теодора Драйзера (Деснянський район) — вулиця Рональда Рейгана
- Травнева вулиця (Дніпровський район) — Качина вулиця
- вулиця Мініна (Дніпровський район) — вулиця Олександра Лазаревського
- вулиця Пожарського (Дніпровський район) — вулиця Дмитра Багалія
- Совхозна вулиця (Оболонський район) — Дунайська вулиця

### 09.11.2023
- сквер Дмитра «Да Вінчі» Коцюбайла

### 18.01.2024
- вулиця Салтикова-Щедріна (Печерський район) — вулиця Сергія Миронова
- сквер між вулицею Михайла Омеляновича-Павленка та Іподромним провулком (Печерський район) — сквер ім. Дмитра «Да Вінчі» Коцюбайла
- сквер між вулицями Бастіонна та Михайла Бойчука (Печерський район) — сквер ім. Миколи Мозгового
- провулок Тропініна (Шевченківський район) — провулок Анатолія Кудрицького
- вулиця Отто Шмідта (Шевченківський район) — вулиця Князя Володимира Мономаха
- вулиця Академіка Туполєва (Шевченківський район) — вулиця Мрії
- частина Оранжерейної вулиці від вулиці Юрія Іллєнка до Дорогожицької вулиці (Шевченківський район) — вулиця Праведників
- вулиця Григорія Онискевича (Святошинський район) — вулиця Павла Глазового
- вулиця Анатолія Пантелькіна (Святошинський район) — вулиця Володимира Гапоненка
- бульвар Кольцова (Святошинський район) — бульвар Миколи Руденка
- вулиця Миколи Краснова (Святошинський район) — вулиця Гетьмана Кирила Розумовського
- Спартаківська вулиця (Святошинський район) — Бахчисарайська вулиця
- вулиця Огарьова (Святошинський район) — вулиця Олександра Оксанченка
- Червонозаводська вулиця (Святошинський район) — вулиця Олексія Бездольного
- вулиця Бажова (Дніпровський район) — вулиця Сергія Набоки
- вулиця Плеханова (Дніпровський район) — вулиця Бориса Мартоса
- Комбінатна вулиця (Дніпровський район) — вулиця Дениса Рачінського
- вулиця Петра Запорожця (Дніпровський район) — вулиця Чорних Запорожців
- вулиця Бакуніна (Солом'янський район) — вулиця Олега Афанаса
- провулок Металістів (Солом'янський район) — провулок Оксани Вороніної
- вулиця Академіка Карпінського (Солом'янський район) — вулиця Академіка Возіанова
- провулок Федосєєва (Солом'янський район) — провулок Мар'яна Гаденка
- вулиця Сурикова (Солом'янський район) — вулиця Дениса Монастирського
- вулиця Верещагіна (Подільський район) — Ворзельська вулиця
- вулиця Сєченова (Голосіївський район) — вулиця Зої Бутенко
- безіменна площа на розі Радунської та Милославської вулиць (Деснянський район) — площа Героїв Чернігова
- вулиця Тургенєва (Деснянський район) — вулиця Михайла Осадчого
- Канальна вулиця (Дарницький район) — вулиця Гліба Бабича
- вулиця Єрмака (Оболонський район) — вулиця Михайла Гориня

### 08.02.2024
- Повітрофлотський проспект — проспект Повітряних сил
- Білгородська вулиця — вулиця Василя Овсієнка
- вулиця Миколи Матеюка — вулиця Василя Іваниса
- вулиця Булгакова — вулиця Вахтанга Кікабідзе
- провулок Яблочкова — Компанійський провулок
- безіменний сквер на вулиці Боричів Тік, 17, 19, 21 — сквер ім. Ґолди Меїр
- Чернігівська вулиця — вулиця Братів Чибінєєвих
- вулиця Павла Скоропадського — Бессарабський проїзд
- безіменний сквер на Жилянській вулиці — сквер ім. Лідії Гончаренко

### 29.08.2024
- Вешенський провулок (Деснянський район) — провулок В'ячеслава Радіонова
- провулок Достоєвського (Подільський район) — провулок Максима Кривцова
- вулицю Костянтина Заслонова (Дарницький район) — вулиця Геннадія Афанасьєва
- вулицю Нахімова (Подільський район) — вулиця Миколи Кравченка
- Стрілкова вулиця (Голосіївський район) — вулиця Олега Дідушка
- вулицю Генерала Наумова (Святошинський район) — вулиця Олега Мудрака
- Вузівська вулиця (Солом'янський район) — вулиця Максима Токарева

### 19.09.2024
- вулиця Івана Тургенєва (Дарницький район) — вулиця Миколи Волковича
- вулиця Петра Чаадаєва (Дніпровський район) — вулиця Єлизавети Шахатуні
- вулиця Брюсова (Подільський район) — вулиця Валентини Радзимовської
- парк біля кінотеатру Т. Г. Шевченка (Подільський район) — парк «Гірка Крістера»
- вулиця Станіславського (Печерський район) — вулиця Богдана Ступки
- парк «Юність» (Святошинський район) — Гамбурзький парк
- Жовтнева вулиця (Святошинський район) — Сулимівська вулиця
- вулиця Сергія Єсеніна (Святошинський район) — Скарбова вулиця
- парк на вулиці Михайла Котельникова, 26-32 (Святошинський район) — парк ім. Михайла Реуцького
- вулиця Боткіна (Солом'янський район) — вулиця Професора Павловського
- безіменна площа між вулицями Січеславською та Георгія Кірпи (Солом'янський район) — площа Північноатлантичного альянсу
- Бехтерівський провулок (Шевченківський район) — Варязький провулок
- сквер на Прорізній вулиці між будинками № 3 та № 5 (Шевченківський район) — сквер Українського радіо

### 12.12.2024
- вулиця Пржевальського (Солом'янський район) — вулиця Андрія Норова
- сквер в межах вулиць Солом'янської, Григорія Кочура та Андрія Головка — сквер ім. Андрія Жованика
- Лермонтовська вулиця (Шевченківський район) — вулиця Володимира Турця
- Ушицька вулиця (Деснянський район) — вулиця Дмитра Захарчука
- Електротехнічна вулиця (Деснянський район) — вулиця Героїв Енергетиків
- вулиця Пушкіна (Деснянський район) — вулиця Соні Делоне
- вулиця Крилова (Дарницький район) — вулиця Наталії Кобринської
- парк «Таращанець» — Кримський парк
- сквер на Мостицькій вулиці (Подільський район) — сквер ім. Сергія Васильчука
- вулиця Мельниченка (Святошинський район) — вулиця Тараса Бульби-Боровця
- вулиця Олександра Блока (Святошинський район) — вулиця Майка Йогансена
- провулок між Васильківською вулицею та вулицею Юлії Здановської (Голосіївський район) — провулок Любомира Бордуна

### Пропозиції від 05.03.2025
- провулок Балакірєва — вилучити з мапи Києва
- Волго-Донська вулиця — вулиця Павла Петриченка
- вулиця Дунаєвського — Цундарівська вулиця
- провулок Дунаєвського — Цундарівський провулок
- вулиця Левітана — Лукрецька вулиця
- вулиця Макаренка — вулиця Шейха Мансура
- провулок Макаренка — провулок Софії Окуневської
- проспект Маршала Рокоссовського — проспект Дмитра Павличка
- Повітрофлотська вулиця — не перейменовувати
- вулиця Суворова — вулиця Людмили Фої
- вулиця Сулеймана Стальського — вулиця Ігоря Юхновського
- Червона вулиця — вулиця Василя Копаня

### Пропозиції від 21.04.2025
- частина Лаврської вулиці від площі Слави до вулиці Добровольчих Батальйонів — приєднати знову до вулиці Івана Мазепи (історична назва)
- частина Лаврської вулиці від вулиці Добровольчих Батальйонів до Наводницької площі — Новонаводницька вулиця (історична назва)
- парк «Юність» — парк ім. Сергія Параджанова